# 大噪鹛
大噪鹛（学名：Ianthocincla maxima），是藍噪鶥屬的一种，分布于印度和中国大陆，大噪鹛的栖息地包括温带森林和温带疏灌丛。该物种的模式产地在四川宝兴。其种加词“maxima”意为“大的”。
它原屬噪鶥屬，2018年劃入藍噪眉屬。